# Clara Schønfeld
Clara Schønfeld, född 26 augusti 1856 i Roskilde, död 5 maj 1939, var en dansk skådespelare.

## Filmografi (urval)
- 1922 – Ödets redskap
- 1925 – Mannen och hans överman
- 1923 – Hotell Hummergångens hyresgäster